# Алидо (Илиноис)
Алидо (енгл. Aledo) град је у америчкој савезној држави Илиноис. По попису становништва из 2010. у њему је живело 3.640 становника.

## Демографија
Према попису становништва из 2010. у граду је живело 3.640 становника, што је 27 (0,7%) становника више него 2000. године.
| Група             | 2000.         | 2010.         |
| Белци             | 3.538 (97,9%) | 3.547 (97,4%) |
| Афроамериканци    | 16 (0,4%)     | 22 (0,6%)     |
| Азијати           | 11 (0,3%)     | 12 (0,3%)     |
| Хиспаноамериканци | 26 (0,7%)     | 45 (1,2%)     |
| Укупно            | 3.613         | 3.640         |